# Can Cadamont (Sant Gregori)
Can Cadamont és una obra de Sant Gregori (Gironès) protegida com a Bé Cultural d'Interès Local.

## Descripció
Conjunt format per l'edifici principal i diversos cossos posteriors de serveis a demés d'una tanca que arriba a conformar una era tancada davant l'edifici principal. La construcció originària és de planta rectangular i és desenvolupa en planta baixa, planta pis i golfes. La coberta és de teula àrab a dues vessants. Les parets portants són de maçoneria amb restes d'arrebossat a les façanes. La porta principal és emmarcada per dovelles, les de la part superior les van partir al convertir la finestra del pis en balcó (aproximadament del segle xviii). La resta d'obertures estan emmarcada per llindes i brancals fets amb carreus, excepte els forats més moderns. L'interior s'estructura en tres crugies perpendiculars a la façana, els sostres són fets amb bigues de fusta i algunes portes estan emmarcades amb carreus.